# Скринд-Фрасинет (Клуж)
Скринд-Фрасинет (рум. Scrind-Frăsinet) насеље је у Румунији у округу Клуж у општини Маргау. Oпштина се налази на надморској висини од 727 m.

## Становништво
Према подацима из 2002. године у насељу је живело 209 становника, од којих су сви румунске националности.